# Olenit
Das Mineral Olenit ist ein sehr seltenes Ringsilikat aus der Turmalingruppe mit der idealisierten chemischen Zusammensetzung NaAl3Al6(Si6O18)(BO3)3O3(OH).
Anhand äußerer Kennzeichen ist Olenit nicht von anderen, schwach gefärbten, rossmanitischen, elbaitischen, dravitischen oder uvitischen Turmalinen zu unterscheiden. Sie kristallisieren mit trigonaler Symmetrie und bilden farblose bis rosafarbene oder blassblaue, prismatische Kristalle von einigen Millimetern bis Zentimetern Größe. Im Dünnschliff erscheinen sie blassrosa bis farblos. Wie alle Minerale der Turmalingruppe sind sie pyroelektrisch und piezoelektrisch.
Der Name Olenit wird meist etwas ungenau als Sammelbezeichnung für sehr aluminiumreiche Turmaline an weltweit knapp 30 Fundorten verwendet (Stand 2021). Die Typlokalität sind pegmatitische Gänge im Metadiabas des Olenii Ridge (Oleny) auf der Halbinsel Kola in der Oblast Murmansk, Russland.

## Etymologie und Geschichte
Seit Mitte der 1960er Jahre kennt man mit Buergerit einen Fe3+-Turmalin, dessen O3-Position ([V]) vorwiegend mit Sauerstoff statt (OH)-Gruppen besetzt ist. Aluminobuergerit, das Aluminium-Analog von Buergerit, wurde von F. F. Foit und P. E. Rosenberg bereits 1975 beschrieben. Es dauerte weitere 11 Jahre, bis sowjetische Mineralogen 1986 das natürliche Aluminiumanalog von Buergerit in pegmatitischen Gängen auf der Halbinsel Kola entdeckten. Sie gaben die ideale Zusammensetzung an mit
- Na1-xAl3Al6B3Si6O27(O,(OH))4

und benannten den neuen Turmalin nach dem Fundort, dem „Olenii-Rücken“, Olenit.
In der 1999 publizierten Klassifikation der Turmalingruppe wurde diese Formel präzisiert zu
- NaAl3Al6(Si6O18)(BO3)3O3(OH).[4]

Diese Formel wird von der IMA bis heute verwendet. Die Verteilung der OH-Gruppen ist umstritten und Frank C. Hawthorne von der University of Manitoba schlug drei Jahre später eine Formel mit ausgeglichenerer Verteilung der Bindungsvalenzen vor:
- NaAl3Al6Si6O18(BO3)3[O2(OH)]O.[5]

Ebenfalls im Jahr 2002 publizierte eine Arbeitsgruppe um Werner Schreyer von der Ruhr-Universität Bochum eine genauere Analyse der Zusammensetzung des Olenits aus der Typlokalität. Das kristallchemische Merkmal von Olenit, die geringen OH-Gehalte von weniger als 2 OH, konnten sie für das Typmaterial nicht bestätigen.

## Klassifikation
In der strukturellen Klassifikation der IMA gehört Olenit mit Fluor-Buergerit zur Alkali-Untergruppe 5 in der Turmalinobergruppe.
Olenit ist 1985 als eigenständiges Mineral beschrieben worden und daher in der seit 1977 veralteten 8. Auflage der Mineralsystematik nach Strunz nicht verzeichnet.
Im zuletzt 2018 überarbeiteten und aktualisierten Lapis-Mineralienverzeichnis nach Stefan Weiß, das sich im Aufbau noch nach dieser alten Form der Systematik von Karl Hugo Strunz richtet, erhielt das Mineral die System- und Mineralnummer VIII/E.19-060. In der Lapis-Systematik entspricht dies der Klasse der „Silikate und Germanate“ und dort der Abteilung „Ringsilikate“, wo Olenit zusammen mit Adachiit, Bosiit, Chrom-Dravit, Chromo-Alumino-Povondrait, Darrellhenryit, Dravit, Elbait, Feruvit, Fluor-Buergerit, Fluor-Dravit, Fluor-Elbait, Fluor-Liddicoatit, Fluor-Schörl, Fluor-Tsilaisit, Fluor-Uvit, Foitit, Lucchesiit, Luinait-(OH) (diskreditiert), Magnesio-Foitit, Maruyamait, Oxy-Chrom-Dravit, Oxy-Dravit, Oxy-Foitit, Oxy-Schörl, Oxy-Vanadium-Dravit, Povondrait, Rossmanit, Schörl, Tsilaisit, Uvit, Vanadio-Oxy-Chrom-Dravit, Vanadio-Oxy-Dravit die „Turmalingruppe“ mit der Systemnummer VIII/E.19 bildet.
Die von der International Mineralogical Association (IMA) zuletzt 2009 aktualisierte 9. Auflage der Strunz’schen Mineralsystematik ordnet den Olenit ebenfalls in die Abteilung der „Ringsilikate“ ein, wo das Mineral entsprechend seiner Zusammensetzung in der Unterabteilung „[Si6O18]12−-Sechser-Einfachringe mit inselartigen, komplexen Anionen“ zu finden ist. Es bildet mit Chromdravit, Dravit, Elbait, Feruvit, Fluor-Buergerit, Foitit, Fluor-Liddicoatit, Magnesiofoitit, Oxy-Vanadium-Dravit, Povondrait, Rossmanit, Schörl, Uvit die „Turmalingruppe“ mit der System-Nr. 9.CK.05 gehört.
Auch die vorwiegend im englischen Sprachraum gebräuchliche Systematik der Minerale nach Dana ordnet den Olenit in die Klasse der „Silikate und Germanate“ und dort in die Abteilung der „Ringsilikate: Sechserringe“ ein. Hier ist er zusammen mit Elbait in der „Elbait-Untergruppe“ mit der Systemnummer 61.03d.01 innerhalb der Unterabteilung „Ringsilikate: Sechserringe mit Boratgruppen (Alkali-untersättigte Turmalin-Untergruppe)“ zu finden.

## Chemismus
Olenit ist das Aluminium-Analog des hypothetischen Burgerit und hat die idealisierte Zusammensetzung [X]Na[Y]Al3[Z]Al6([T]Si6O18)(BO3)3[V]O3[W](OH), wobei [X], [Y], [Z], [T], [V] und [W] die Positionen in der Turmalinstruktur sind.
Die Kombination von einer (OH)-Gruppe auf der [W]-Position zusammen mit drei angrenzenden Al3+-Ionen führt zu einem erheblichen Überschuss an Bindungsvalenzen des Sauerstoffs der OH-Gruppe. Daher wurde von Hawthorne später die günstigere Formel [X]Na[Y]Al3[Z]Al6([T]Si6O18)(BO3)3[V](O2(OH))[W]O vorgeschlagen.
Die ursprünglich für den Olenit aus der Typlokalität bestimmte Zusammensetzung ist durch Annahmen zu den Gehalten nicht gemessener, leichter Elemente (Wasserstoff, Lithium, Bor) verfälscht. Spätere, vollständige Analysen ergaben für einen Olenit vom Olenii Ridge eine deutlich OH-reichere Zusammensetzung:
- [X](Na0,541Ca0,023◻0,436)[Y](Al2,073Li+0,63Mn2+0,087Fe2+0,042◻0,168)[Z]Al6 [[T](Si5,454B0,402Al0,144)O18](BO3)3 [V](OH)3[W][(OH)0,832F0,161O0,006]

Diese Zusammensetzung entspricht einem elbaitischen Rossmanit mit ca. 13 mol-% des hypothetischen Na-Al-Al-B-Turmalin. Auch die übrigen, natürlichen Turmaline, die als Olenit aufgeführt wurden, enthalten eher geringe Anteile des Olenit-Endglieds, wenn überhaupt.
- Black Mt. Pegmatit: [X](◻0,534Na0,452Ca0,003K0,002)[Y](Al1,91Li+0,958Mn2+0,058Zn2+0,031Fe3+0,007Mg0,002Fe2+0,002Ti4+0,002Cr3+0,001◻0,029)[Z]Al6 [[T](Si5,837B0,077Al0,086)O18](BO3)3 [V](OH)3[W][(OH)0,515F0,279O0,206] (Rossmanit)[15]
- Eibenstein: [X](Na0,80◻0,19Ca0,01)[Y](Al1,28Mn2+1,21Li+0,37Fe2+0,02◻0,12)[Z]Al6 [[T](Si5,80Al0,20)O18](BO3)3 [V](OH)3[W][(OH)0,25F0,43O0,32] (Fluor-Tsilaisit, max. 10 mol-% Olenit)[16]
- Eibenstein: [X](Na0,52◻0,47Ca0,01)[Y](Al1,62Fe2+0,83Mn2+0,42Li+0,05Ti4+0,03◻0,05)[Z](Al5,87Mg0,13) [[T](Si5,73Al0,17Fe3+0,10)O18](BO3)3 [V](OH)3[W][(OH)0,32F0,14O0,54] (max. 18 mol-% Olenit mit 0,32 O auf [V])[17]
- synthetisch: [X](Na0,7◻0,3)[Y](Al2,5Li+0,4Fe2+0,1)[Z]Al6 [[T](Si5,2B0,5Al0,3)O18](BO3)3 [V][(OH)2,9O0,1][W][O0,9(OH)0,1] (Rossmanit, 5 mol-% Olenit)[18]
- Stoffhütte: [X](Na0,400Ca0,294◻0,306)[Y](Al2,424Li+0,357◻0,306)[Z](Al5,916◻0,084) [[T](Si4,854B1,062Al0,084)O18](BO3)3 [V](OH)3[W][(OH)0,31O0,63F0,06] (max. 20 mol-% Olenit mit 0,4 O auf [V])[19]
- Kuklík Pegmatit: [X](Na0,54K0,01◻0,31Ca0,14)[Y](Al2,15Fe2+0,78Mn2+0,06Ti4+0,01)[Z](Al5,90Mg0,10) [[T](Si5,60Al0,40)O18](BO3)3 [V][(OH)2,49O0,51][W][O0,99F0,01] (max. 25 mol-% Olenit)[6]

## Kristallstruktur
Olenit kristallisiert mit trigonaler Symmetrie in der Raumgruppe R3m (Raumgruppen-Nr. 160) mit 3 Formeleinheiten pro Elementarzelle. Die Gitterparameter des natürlichen Mischkristalls aus der Typlokalität sind: a = 15,803(3) Å, c = 7,086(1) Å.
Die Kristallstruktur ist die von Turmalin. Natrium (Na+) besetzt die von 9 Sauerstoffen umgebene X-Position, die oktaedrisch koordinierte [Y]-Position ist überwiegend mit Aluminium (Al3+) besetzt und die kleinere, ebenfalls oktaedrisch koordinierte [Z]-Position enthält ebenfalls (Al3+). Die tetraedrisch koordinierte [T]-Position enthält Silizium (Si4+). Folgt man der Argumentation von Hawthorne, ist die [V]-Anionenposition gemischt besetzt von zwei (OH)-Gruppen und einem Sauerstoff (O2−) und die [W]-Anionenposition ist mit einem O2−-Ion besetzt.

## Bildung und Fundorte
Wegen sehr hoher Aluminiumgehalte als Olenit bezeichnete Turmaline sind in Pegmatiten weltweit an rund 30 Fundorten dokumentiert worden (Stand 2022).
Die Typlokalität sind pegmatitische Gänge in den präkambrischen Metadiabasen des Olenii Ridge (Oleny) auf der Halbinsel Kola im Oblast Murmansk, Russland. Die wenige Millimeter langen, rosafarbenen Turmaline haben im Kern elbaitische Zusammensetzung und werden zum Rand hin reicher an Aluminium. Sie treten zusammen mit Quarz und Albit auf.
Die bislang (2022) höchsten Olenit-Gehalte wurden im Randbereich von Oxy-Schörl-Oxy-Foitit-Mischkristallen des Kuklík-Pegmatits in der Gföhl-Einheit der Böhmischen Masse nahe Kutná Hora in Tschechien gefunden. Der blassblaue olenitische Oxy-Foitit tritt im Kernbereich des Pegmatits zusammen mit Quarz, farblosem bis grünem Dumortierit und sekundärem Muskowit auf.